# Berg (Dolna Austria)
Berg – gmina w Austrii, w kraju związkowym Dolna Austria, w powiecie Bruck an der Leitha. Położona jest przy granicy ze Słowacją, przy bratysławskiej dzielnicy Petržalka.

## Historia
Miejscowość po raz pierwszy wzmiankowana była w 862 jako Pagus ad Pergo. Z powodu swojego granicznego położenia kilkukrotnie była niszczona podczas walk (zwłaszcza z Turkami i Węgrami), ale za każdym razem ją odbudowywano.
Od 1914 do 1945 Berg miał połączenie kolejowe z Wiedniem i Bratysławą (Pressburger Bahn) – obecnie kolej dociera ze stolicy Austrii do sąsiedniej gminy Wolfsthal. W latach 1972–1996 Berg wchodził w skład połączonej gminy Wolfsthal-Berg.

## Zabytki
W Berg znajduje się kilka zabytków:
- kościół farny Heilige Anna zu Berg, wybudowany w 1748 jako kaplica, później rozbudowany do kościoła parafialnego
- kaplica Mariahilfskapelle z 1859
- słup morowy z 1679, stojący na granicy z Burgenlandem (dawna granica austriacko-węgierska)
- ruiny zamku Pottenburg z przełomu X i XI wieku, zniszczonego w czasie wojen z Turkami oraz podczas ostatniej wojny światowej.